# Église Saint-Nicolas de Cheminon
L'église de Cheminon est une église gothique commencée en 1527 dédiée à Nicolas et située à Cheminon dans la Marne.

## Historique
Représentative de l'architecture religieuse de la fin du XVIe siècle de l'école de Troyes, l'église Saint-Nicolas a un chœur et une nef gothique flamboyant avec un transept double. L'église est classée monument historique sur la liste de 1862.
Elle a été rénovée de 2001 à 2013.

## Architecture
Elle possède un maître autel à baldaquin et un lutrin aigle du XVIIe siècle.

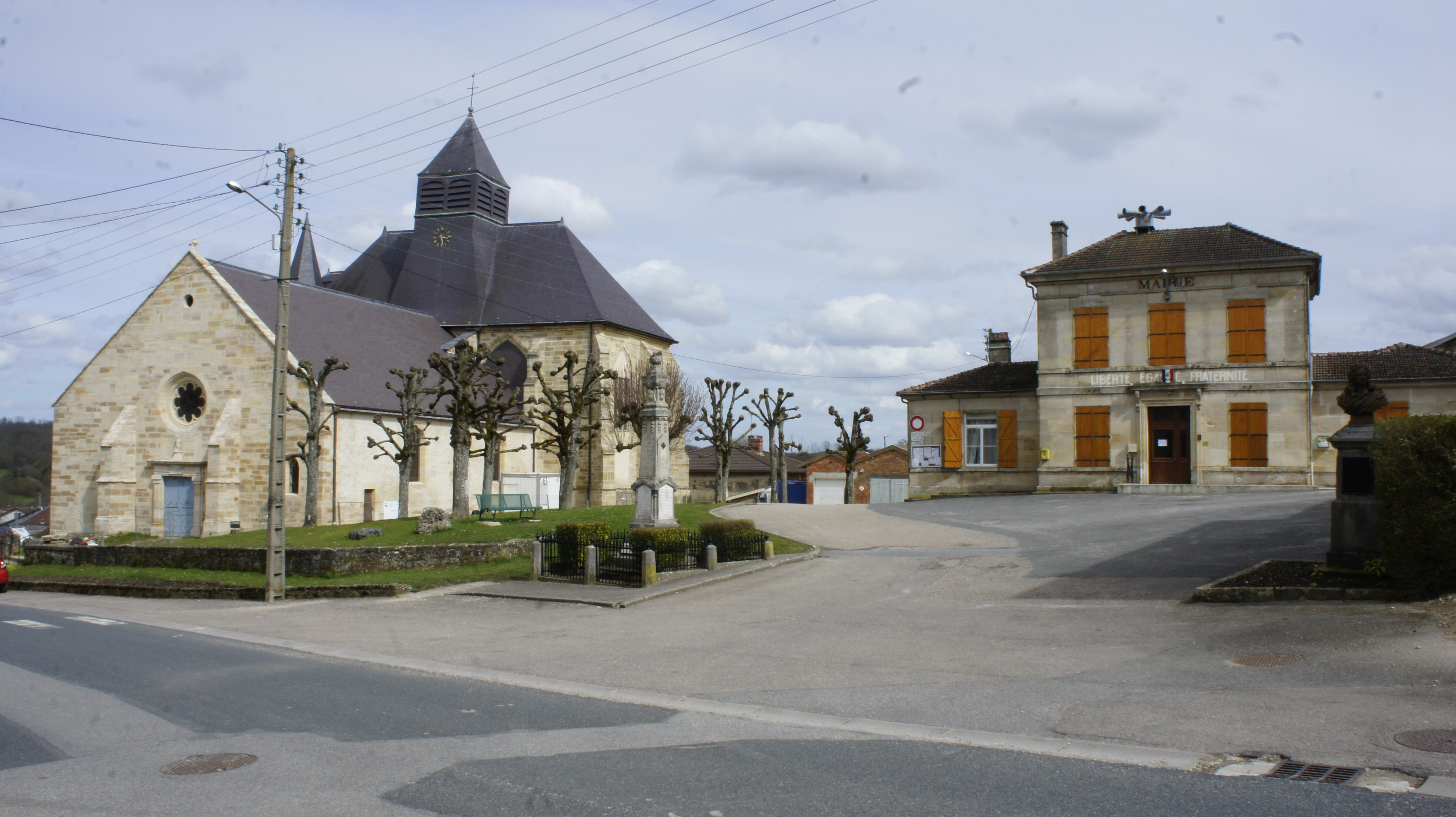
L'église sur la place de la Mairie.